# Garnier
Garnier («Гарнье́», произн.ɡaʁnje) ― французский косметический бренд по производству бюджетных уходовых средств для тела, лица и волос. Компания, основанная в 1904 году, с 1970-х годов принадлежит концерну L'Oréal.

## История
Компания Laboratoires Garnier («Лаборатория Гарнье») была основана в 1904 году во Франции Альфредом Амуром Гарнье. В 1930-х годах Garnier стала первой компанией, производящей масло для загара, а в 1960-х — бытовую краску для волос. В 1970-х годах была приобретена концерном L'Oréal.
В 1996 году была введена линия средств по уходу за волосами и укладке волос Fructis. В 2002 году появилась линия Nutrisse. 
В 2011 году бренд заключил партнёрские отношения с TerraCycle, чтобы способствовать переработке упаковки и внедрению биоразлагаемых товаров. В 2019 году заключил партнёрское соглашение с экологической группой GoodPlanet Foundation для создания линии органической косметики. 
Бренд является одним из наиболее популярных европейских брендов на азиатским рынке (в Китае и Индии). В «Отчёте о доверии брендам» за 2012 год Garnier занял 73-е место среди брендов, пользующихся наибольшим покупательским доверием в Индии.

## Продукция
Продукция под маркой Garnier продаётся во многих странах по всему миру. Компания адаптирует линейки своих товаров для местных рынков, разрабатывая различные линии средств, предназначенных для разных типов кожи и культур. Компания имеет пять подразделений и выпускает такие линии средств, как:
- Fructis (с 1996)
- Ultimate Blends
- Pure Active
- Nutrisse (с 2002)
- Olia
- Color Sensation
- SkinActive
- Original remedies
- Hair Food
- Organic